# Martijn Dambacher

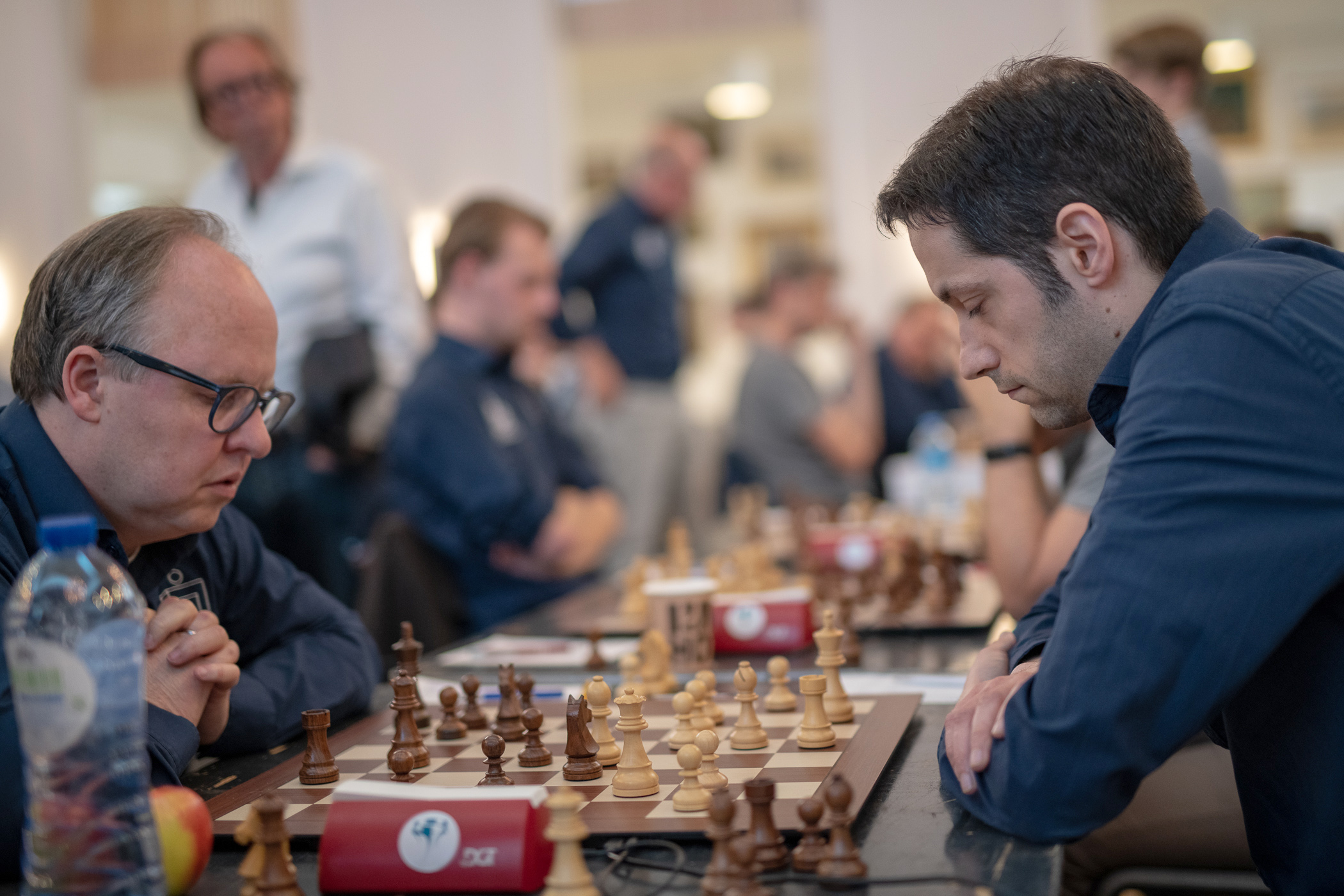
Michiel Bosman gegen Martijn Dambacher (rechts), 2019

Martijn Dambacher (* 22. Oktober 1979 in Venlo) ist ein niederländischer Schachspieler, der den Titel Schachgroßmeister trägt.

## Erfolge
Die Meisterschaft der Provinz Limburg gewann er achtmal: 1998, 2000, 2001, 2007, 2008, 2011, 2014 und 2015. Er gewann mehrere Schnellschach- und Blitzturniere, darunter 2003, 2004 und 2005 das Schnellschachturnier der Edese Schaakvereniging, 2004 und 2005 das Hyfass Advies-Schnellschachturnier. Im März 2005 gewann er den Großen Preis der Region Kempen in Eersel.
In den Niederlanden spielte früher für Blerickse SV und dann bis 2013 für den SC Utrecht. Mit Utrecht nahm er an den European Club Cups 2007 und 2009 teil. Seit der Saison 2013/14 spielt er beim HMC Calder. In Belgien spielt er für den Verein KSK 47 Eynatten, mit dem er fünfmal (2005, 2010, 2011, 2014 und 2017) belgischer Meister wurde und an den European Club Cups 2006, 2008 und 2010 bis 2014 teilnahm. In Deutschland spielte er ab der Saison 2004/05 für den SV Turm Bergheim, ab der Saison 2007/08 für den Düsseldorfer Verein Schachfreunde Gerresheim in der 2. Bundesliga West und der Oberliga Nordrhein-Westfalen und ab 2012/13 für den DJK Aufwärts St. Josef Aachen in Oberliga NRW, 2. Bundesliga West und 1. Bundesliga.
Im Oktober 2005 wurde ihm der Titel Internationaler Meister (IM) verliehen. Die Normen hierfür erreichte er beim Lost Boys-Turnier 2002 in Amsterdam, in der niederländischen Meisterklasse 2003/04 sowie bei einem Turnier in Amsterdam im Juli 2005. Großmeister (GM) ist er seit August 2014. Die Normen für den Großmeister-Titel erzielte er in der niederländischen Meisterklasse 2006/07, beim European Club Cup 2010 in Plowdiw, in der niederländischen Meisterschaft 2010 sowie in der deutschen 2. Bundesliga West der Saison 2013/14.
Dambachers höchste Elo-Zahl betrug 2511 im Juni 2019, damit lag er auf dem 19. Platz der niederländischen Elo-Rangliste.